# Фінал чемпіонату Європи з футболу 1960
Фінал чемпіонату Європи з футболу 1960 — футбольний матч, у якому визначався переможець першого європейського футбольного чемпіонату. Матч відбувся 10 липня 1960 року на стадіоні Парк де Пренс у столиці Франції, місті Париж. У матчі зустрілися збірні СРСР та Югославії. Гра завершилась з рахунком 2:1 на користь радянських футболістів.

## Деталі матчу
| 10 липня 1960 21:30 (CET) |

| СРСР                           | 2 – 1    | Югославія |
| ------------------------------ | -------- | --------- |
| Метревелі 49' Понєдєльнік 113' | Протокол | 43' Галич |

| Парк де Пренс, Париж Глядачів: 17,966 Арбітр: Артур Елліс (Англія) |

| СРСР | Югославія |

| ВР              | 1  | Лев Яшин            |
| ЗХ              | 2  | Гіві Чохелі         |
| ЗХ              | 3  | Анатолій Масльонкін |
| ЗХ              | 4  | Анатолій Крутіков   |
| ПЗ              | 5  | Юрій Войнов         |
| ПЗ              | 6  | Ігор Нетто (к)      |
| НП              | 7  | Слава Метревелі     |
| НП              | 8  | Валентин Іванов     |
| НП              | 9  | Віктор Понєдєльнік  |
| НП              | 10 | Валентин Бубукін    |
| НП              | 11 | Михайло Месхі       |
| Тренер:         |    |                     |
| Гаврило Качалін |    |                     |

| ВР             | 1  | Благоє Видинич      |
| ЗХ             | 2  | Владимир Дуркович   |
| ЗХ             | 3  | Фахрудін Юсуфі      |
| ПЗ             | 4  | Анте Жанетіч        |
| ЗХ             | 5  | Йован Міладінович   |
| ПЗ             | 6  | Желько Перушич      |
| НП             | 7  | Желько Матуш        |
| НП             | 8  | Дражан Єркович      |
| НП             | 9  | Мілан Галич         |
| НП             | 10 | Драґослав Шекуларац |
| НП             | 11 | Борівоє Костич (к)  |
| Тренер:        |    |                     |
| Любомир Ловрич |    |                     |